# Afraniusz (komediopisarz)
Afraniusz, Lucius Afranius (II wiek p.n.e.) – komediopisarz rzymski  tworzący w drugiej połowie II stulecia.
Z jego twórczości do naszych czasów zachowało się 40 tytułów dzieł i około 200 ich fragmentów. Był twórcą i jednym z najważniejszych przedstawicieli rzymskiej komedii narodowej, zwanej fabula togata, a także bardzo popularnym komediografem w Rzymie. W swych utworach poruszał najczęściej tematy z codziennego życia klasy średniej. Sporo zapożyczył z twórczości Menandra.